# Аманд онорабль
«Аманд онорабль» (фр. amende honorable; букв. штраф почётный) — во французском правовом законодательстве старого режима (дореволюционной Франции) вид наказания после осуждения (часто отлучения от церкви); унизительный обряд публичного объявления о восстановлении чести наказанного; публичное признание своей неправоты или вины. Как вид общественного порицания, наказание было более мягким, чем позорный столб, побои плетью, принудительный труд на галерах или ссылка. Аналог «всенародного покаяния» в Российской империи. Разновидностью публичного покаяния был такой вид наказания как снятие с виселицы. 

## Примеры XIII века
Тулузский граф Раймонд VI и его вассалы назначали на некоторые публичные должности евреев; за этот и другие поступки тулузскому графу и 12 его главным вассалам пришлось на совете в Сен-Жиле (1209) понести «аманд онорабль» — их заставили поклясться, что в будущем они не станут назначать евреев ни на публичные, ни на частные должности.
Следующий тулузский граф — Раймунд VII — подвёргся унизительному покаянию в Соборе Парижской Богоматери в святой четверг 1229 года, в присутствии короля Людовика IX и папского легата во Франции, кардинала Романо Бонавентура.